# Divinità della conoscenza

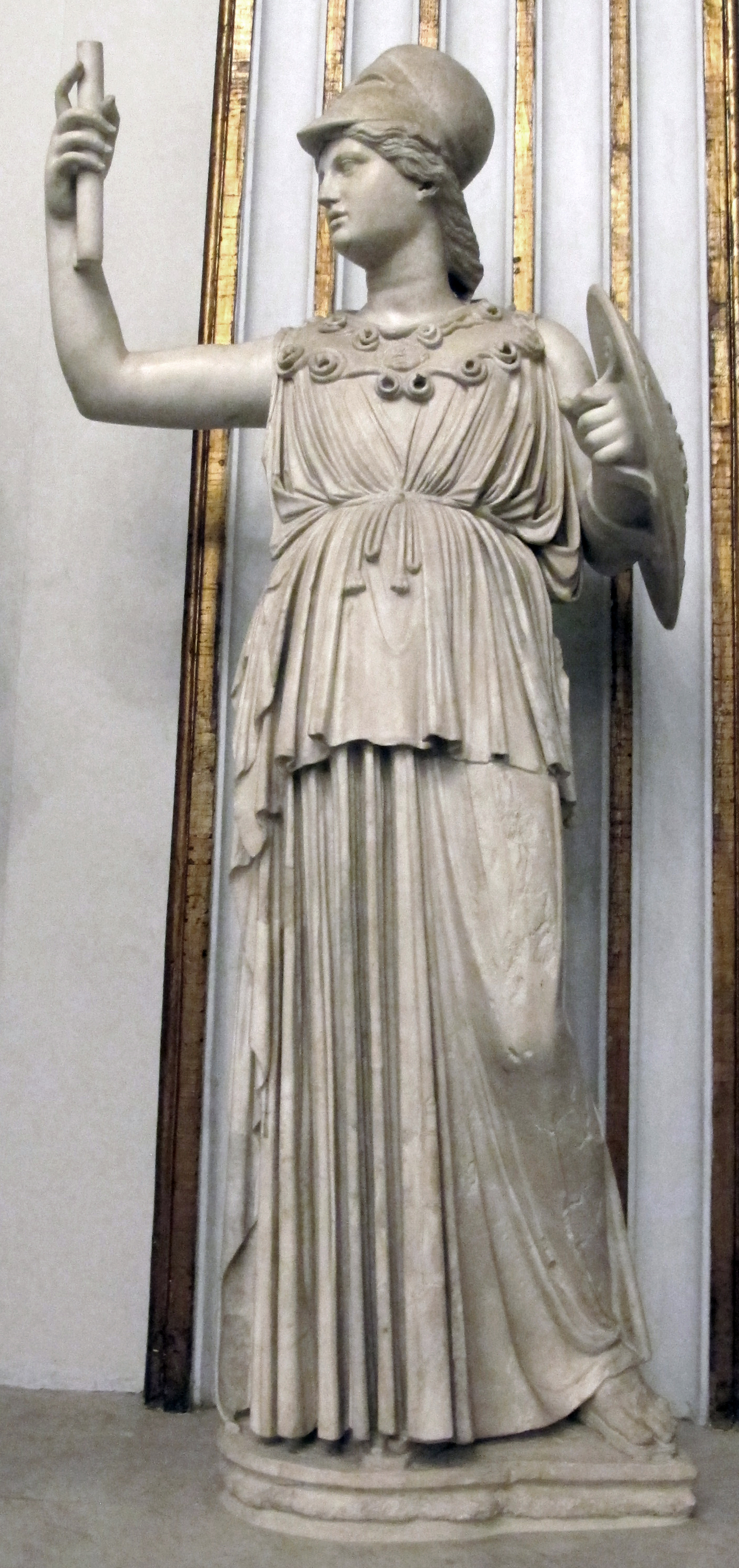
Musei Capitolini, Atena da Anzio.

Una divinità della conoscenza (o della saggezza) è una figura divina - un dio o una Dea - spesso associata nella mitologia all'intelligenza e alle varie forme di conoscenza intellettuale.

## Mitologie

### Mexica (meglio conosciuta come Azteca)
- Quetzalcōātl (grafia nāhuatl) o Quetzalcóatl (grafia spagnola)- il dio della conoscenza.

### Celtica
- Ogma, una figura della mitologia irlandese e scozzese per la quale si dice che abbia inventato l'alfabeto ogamico.
- Lúg, una figura della mitologia irlandese, la quale si dice essere qualificata in tutte le arti.
- Brigid

### Cinese
Laozi (老子T, LǎozǐP), trascritto anche Lao Tzu, Lao Tse, Lao Tze o Lao Tzi, è un antico filosofo e scrittore cinese, presunto autore del Tao Te Ching e divinità primaria della religione taoista, da lui fondata.
Un buddha (in italiano anche budda) è, secondo il Buddhismo, un essere che ha raggiunto il massimo grado dell'illuminazione (bodhi).

### Egizia
- Neith - dea talvolta associata con la sapienza.
- Thoth - in origine una divinità lunare, più tardi divenne dio della saggezza e lo scriba divino per eccellenza.
- Sia, la deificazione della saggezza.
- Seshat - dea della saggezza, della conoscenza e della scrittura. Scriba degli dei. Le viene attribuita anche l'invenzione della scrittura e dell'alfabeto. Più tardi, retrocessa nel pantheon delle divinità egiziane in qualità di consorte di Thoth.
- Iside - dea della saggezza, della magia, della salute e del matrimonio.

### Etrusca
- Menrva - dea della saggezza.

### Greca
- Apollo, dio della luce, della musica, della poesia, della conoscenza, della profezia, della poesia.
- Atena, dea della saggezza olimpica, della guerra, della civiltà, della forza, della strategia, dell'artigianato e della giustizia.
- Ceo, uno dei Titani, divinità dell'intelletto nonché nonno di Apollo.
- Idia, una delle Oceanine, a volte le fonti la chiamano "la dea della conoscenza". [senza fonte]
- Meti, una delle ninfe Oceanidi di saggezza, del saggio consiglio e dell'astuzia, l'abilità e l'artigianato; è la madre di Atena.
- Muse, personificazioni della conoscenza e delle arti.
- Prometeo, si dice che egli sia il Titano della previdenza, divinità dell'intelligenza astuta, e come un campione favorevole all'umanità, perché ha rubato il fuoco di Efesto e lo portò ai mortali (per il quale ha subito grandi conseguenze negative come punizione inflittagli direttamente da Zeus).

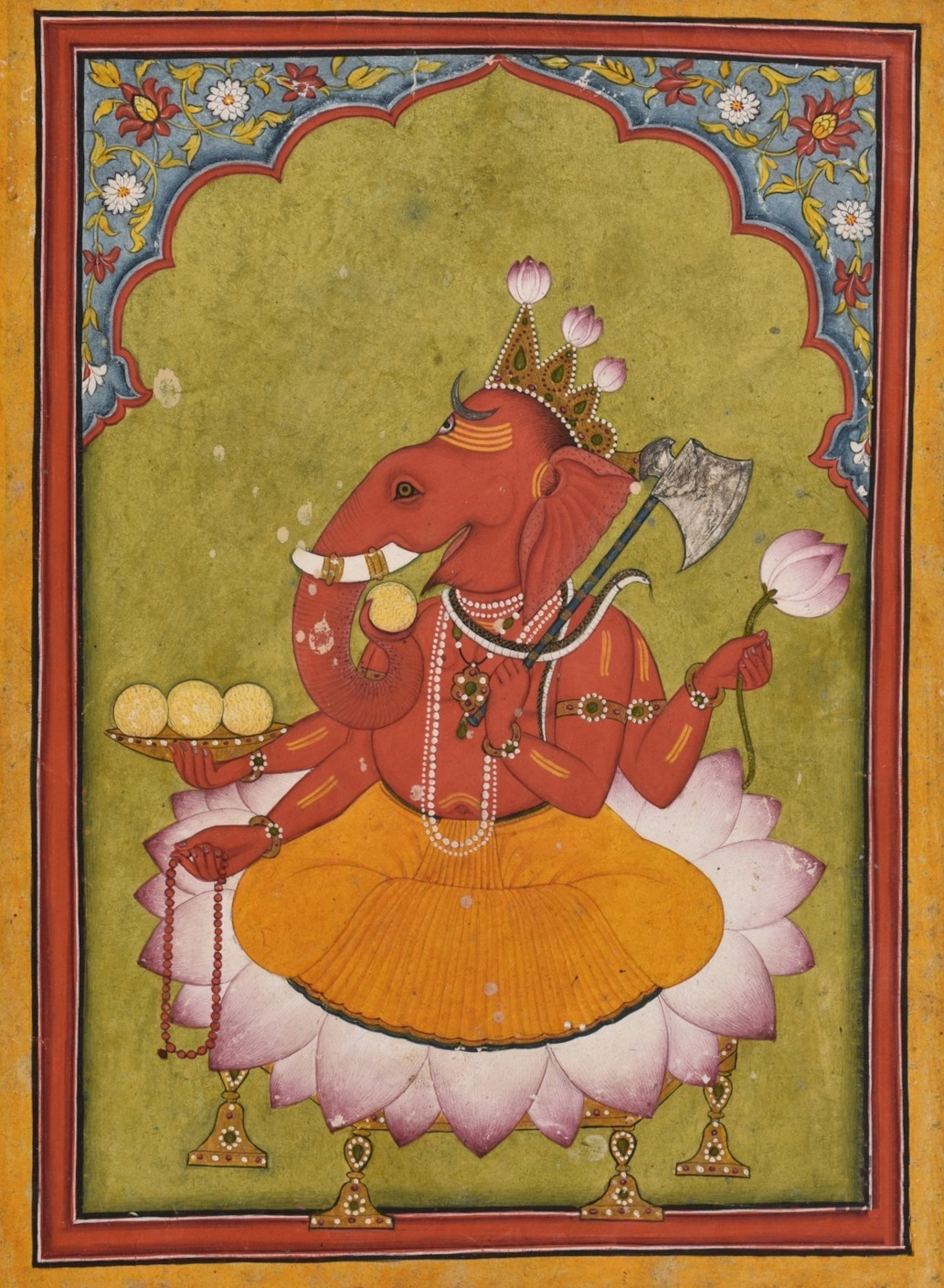
Ganesha, il dio indù della conoscenza e della saggezza.

### Induista
- Sarasvati, dea della conoscenza e tutte le arti letterarie, tra cui musica, letteratura e la parola.
- Ganesha, il dio dell'intelletto e della saggezza.
- Lakshmi, dea della conoscenza e la ricchezza.

### Hittita
- A'as - dio della sapienza, derivato dal mesopotamico Enki-Ea.

### Giapponese
- Tenjin (天神), kami dell'apprendimento e della scuola

### Mesopotamico
- Al-Kutbay, dio dei nabatei della conoscenza, dell commercio, della scrittura e della profezia.
- Enki, dio della intelligenza, artigianato, malizia, l'acqua e la creazione.
- Nabu, Babilonese dio della saggezza e della scrittura.
- Nisaba, divinità della mitologia sumera della scrittura, dell'apprendimento e del raccolto.

### Norrena
- Tiwaz / Týr, "Tyr, noto per la sua grande saggezza e il coraggio".
- Odino, il sovrano di Ásgarðr, che ha sacrificato il suo occhio ed è stato appeso per nove giorni dall'albero mondo Yggdrasil al fine di ottenere la saggezza dei secoli.
- Mímir, un dio rinomato per la sua conoscenza e saggezza; Odino è consigliato dalla sua testa mozzata.
- Sága, dea della saggezza.
- Vör, dea associata con saggezza.
- Snotra, dea associata con saggezza.
- Gefjun, dea della conoscenza, la castità e l'agricoltura.

### Persiana
- Anahita, dea 'Acque' (Aban) - patrona e Signora della fertilità, la guarigione e saggezza.

### Polinesiana
- Anulap, dio della magia e della conoscenza.

### Romana
- Egeria, ninfa che dona la saggezza e la profezia in cambio di libagioni di acqua o latte portati al suo bosco sacro.
- Fabulinus, il dio che insegna ai bambini a parlare.
- Minerva, dea della saggezza, facente parte della Triade Capitolina, al fianco di Giove e Giunone, era l'equivalente romana di Atena.
- Apollo, il dio greco-romano di luce, la conoscenza, l'intelletto, e il sole.
- Providentia, dea della previdenza.

### Slava
- Gamajun - simbolo aviario di conoscenza e saggezza.

### Yoruba
- Orunmila, dio della saggezza africana, divinazione, il destino, e lungimiranza.